# سی‌اف‌بی سوففیلد
سی‌اف‌بی سوففیلد (به انگلیسی: CFB Suffield) یک فرودگاه نظامی است . این فرودگاه در کشور کانادا قرار دارد و در ارتفاع ۷۷۰ متری از سطح دریا واقع شده‌است.